# Morija
Morija [moˈrid͡ʒɑ] – miasto w Lesotho, w dystrykcie Maseru, w gminie Makhoarane, położone około 35 km od stolicy Maseru.

## Historia
W 1833 roku na prośbę króla Moshoeshoe I francuscy misjonarze: Eugène Casalis, Thomas Arbousset i Constant Gosselin założyli tu pierwszą w kraju chrześcijańską stację misyjną. Od 1868 r. w Moriji funkcjonowała pierwsza w kraju szkoła kształcenia nauczycieli, Lesotho Training College, która obecnie jest liceum.

## Kultura
W mieście znajduje się również Morija Museum & Archives, znane ze wspierania badań i przechowywania cennych zapisów i dokumentów z historii Lesotho. Muzeum to organizuje corocznie festiwal Morija Arts & Cultural Festival.

## Osoby związane z miastem
- Thomas Mofolo (1876–1948) – pisarz
- Moshoeshoe I (1786–1870) – król Basuto